# Paragomphus madegassus
Paragomphus madegassus – gatunek ważki z rodziny gadziogłówkowatych (Gomphidae).